# Hälleberga prästgård
Hälleberga prästgård är en prästgård nära Hälleberga kyrka utanför byn Gullaskruv i Växjö stift.

## Byggnaden
Prästgården är en gul träbyggnad från tidigt 1920-tal med 10 rum och kök, källare och vind. Huset har tidigare tjänat som pastorsexpedition, men fungerade fram till 2011 endast som tjänstebostad för den aktuella tjänstgörande komministern i Hälleberga församling. Under sommaren 2012 såldes huset och övergick i privat ägo. Till huset hör uthus, jordkällare och en trädgård på 1,3 hektar. 